# Fred Astaire
Fred Astaire (nascido Frederick Austerlitz; Omaha, 10 de maio de 1899 — Los Angeles, 22 de junho de 1987) foi um dançarino, cantor, ator, coreógrafo e apresentador de televisão estadunidense. Ele é considerado o dançarino mais influente da história do cinema.
Sua subsequente carreira nos palcos, no cinema e na televisão durou um total de 76 anos. Ele atuou em mais de 10 musicais da Broadway e West End, fez 31 filmes musicais, quatro especiais televisivos, e lançou inúmeras canções. Como dançarino, seus traços mais marcantes eram seu absurdo senso de ritmo, seu perfeccionismo, e sua inovação. Sua companheira de dança favorita era a atriz Rita Hayworth, mas sua parceria de dança mais memorável foi com Ginger Rogers, com quem ele co-estrelou em uma série de dez musicais de Hollywood, incluindo "O Picolino" (1935), "Ritmo Louco" (1936) e "Vamos Dançar?" (1937). Entre os outros trabalhos notáveis em que Astaire ganhou mais popularidade e levou o gênero de sapateado a um novo nível foram: "Duas Semanas de Prazer" (1942), "Desfile de Páscoa" (1948), "A Roda da Fortuna" (1953), "Cinderela em Paris" e "Meias de Seda", ambos de 1957. O Instituto Americano de Cinema nomeou Astaire a quinta maior estrela masculina do cinema clássico de Hollywood.
Gene Kelly, outra estrela renomada, disse que "a história da dança no cinema começa com Astaire". Mais tarde, ele afirmou que Astaire era "o único dos dançarinos de hoje que será lembrado." Além do cinema e da televisão, muitos dançarinos e coreógrafos, incluindo Rudolf Nureyev, Sammy Davis Jr., Michael Jackson, Gregory Hines, Mikhail Baryshnikov, George Balanchine, Jerome Robbins, Madhuri Dixit e Bob Fosse, que consideravam Astaire um "ídolo", também reconheceram sua influência.

## Biografia

### 1899—1916: Primeiros anos

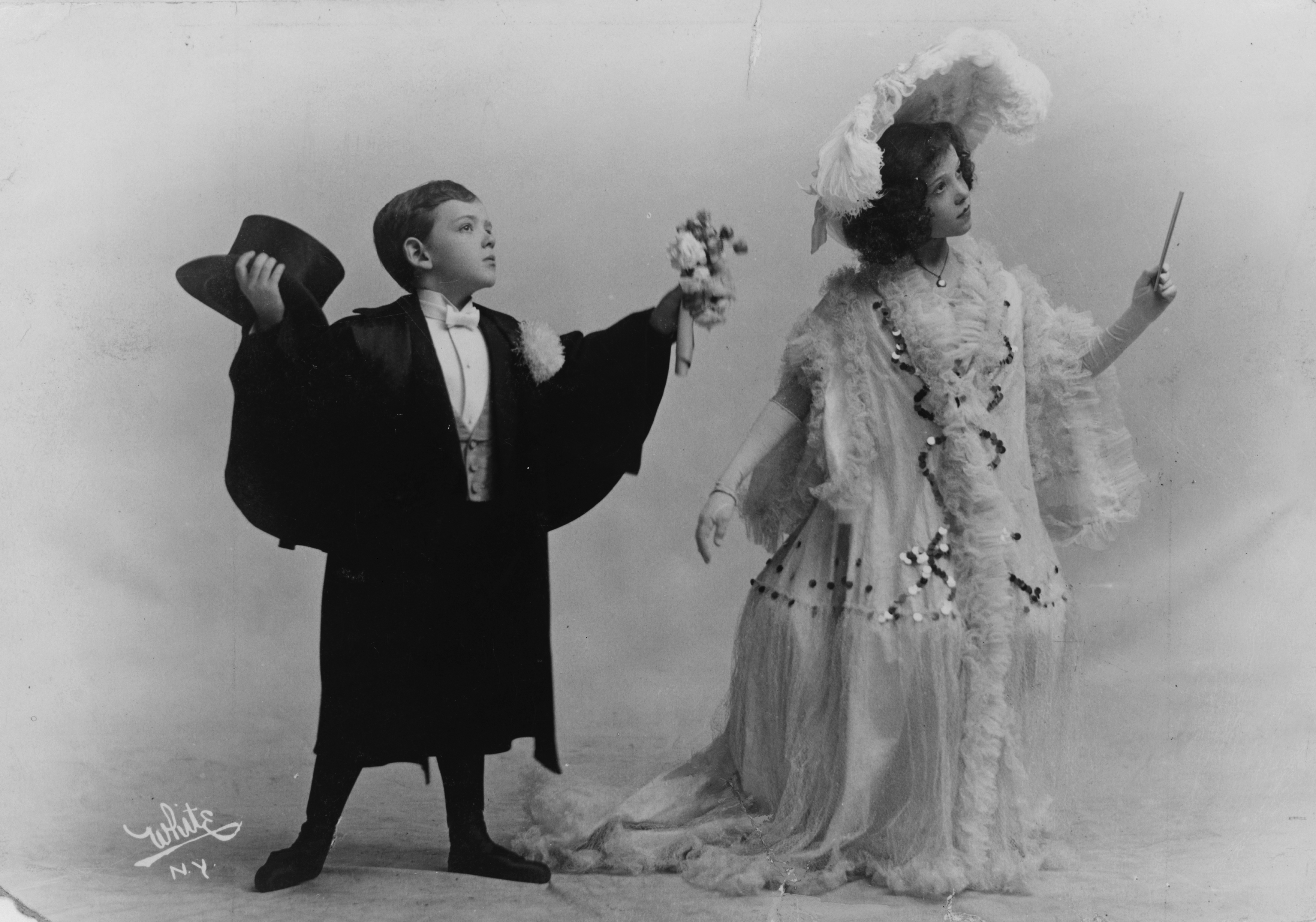
Fred e sua irmã Adele Astaire em 1906.

Fred Astaire nasceu Frederick Austerlitz em 10 de maio de 1899 em Omaha, Nebraska, nos Estados Unidos, filho de Johanna "Ann" Austerlitz (nascida Geilus; 1878–1975) e Friedrich "Fritz" Emanuel Austerlitz (1868–1923). A mãe de Astaire nasceu nos Estados Unidos, filha de imigrantes alemães luteranos, da Prússia Oriental e da Alsácia. O pai de Astaire nasceu em Linz, na Áustria, filho de pais judeus que haviam se convertido ao catolicismo romano.
O pai de Astaire, "Fritz" Austerlitz, chegou em Nova Iorque aos 25 anos, em 26 de outubro de 1893, na Ilha Ellis. "Fritz" esperava encontrar trabalho no ramo cervejeiro e mudou-se para Omaha, estado de Nebraska, onde conseguiu um emprego na cervejaria "Storz Brewing Company". A mãe de Astaire sonhava em escapar de Omaha com o talento de seus filhos, depois que a irmã de Astaire, Adele Astaire, revelou-se uma dançarina e cantora instintiva desde muito cedo em sua infância. Johanna planejou um "número de irmão e irmã", que era comum no vaudeville na época, para seus dois filhos. Embora Fred tenha recusado as aulas de dança a princípio, ele facilmente imitava os passos de dança de sua irmã mais velha e começou a estudar piano, acordeão e clarinete.
Quando o pai de repente perdeu o emprego, a família mudou-se para a Cidade de Nova Iorque, em 1905, para lançar a carreira artística das crianças. Eles começaram a treinar na Alviene Escola de Mestres do Teatro e na Academia de Artes Culturais. Apesar da rivalidade de Adele e Fred, eles rapidamente reconheceram suas forças familiares: a durabilidade dele e o maior talento dela. A mãe de Fred e Adele sugeriram que eles mudassem seu sobrenome para "Astaire", pois ela achava que "Austerlitz" era reminiscente da Batalha de Austerlitz. A lenda da família atribui o sobrenome a um tio de sobrenome "L'Astaire".
Eles foram ensinados a dançar, falar e cantar em preparação para o desenvolvimento de um número. Seu primeiro número foi chamado de Artistas Juvenis Apresentando uma Novidade Musical Elétrica de Ponta de Pé. Fred usava uma cartola e um fraque no primeiro tempo e uma roupa de lagosta no segundo. Em uma entrevista, a filha de Astaire, Ava Astaire McKenzie, observou que muitas vezes colocavam Fred em uma cartola para fazê-lo parecer mais alto. O número cômico estreou em Keyport, Nova Jérsei, em um "teatro experimental". O jornal local escreveu que "os Astaires são o maior número infantil do vaudeville".
Como resultado da habilidade de vendas de seu pai, Fred e Adele rapidamente conseguiram um grande contrato e se apresentaram no famoso Orpheum Circuit, uma cadeia de vaudeville e cinemas, no centro-oeste, no Oeste e em algumas cidades do Sul dos Estados Unidos. Logo Adele cresceu e ficou pelo menos sete centímetros mais alta que Fred, e os dois começaram a parecer incongruentes. A família decidiu fazer uma pausa de dois anos do show business, deixar o tempo seguir seu curso e evitar problemas com a Gerry Society, a Sociedade de Nova Iorque para a Prevenção da Crueldade às Crianças, e com as leis de trabalho infantil da época. Em 1912, Fred se tornou episcopal. A carreira dos irmãos Astaire recomeçou com fortunas mistas, embora com habilidade e aperfeiçoamento cada vez maiores, à medida que começaram a incorporar o sapateado em suas coreografias. A dança de Astaire foi inspirada por Bill "Bojangles" Robinson e John "Bubbles" Sublett. Do dançarino de vaudeville Aurelio Coccia, eles aprenderam o tango, a valsa e outras danças de salão popularizadas por Vernon e Irene Castle. Algumas fontes afirmam que os irmãos Astaire apareceram em um filme de 1915 intitulado Fanchon, o Grilo, estrelado por Mary Pickford, mas os Astaires sempre negaram isso.
Aos 14 anos, Fred havia assumido as responsabilidades musicais da dupla. Ele conheceu George Gershwin, que trabalhava como compositor para a editora musical de Jerome H. Remick, em 1916. Fred já estava procurando por novas ideias de música e dança. Seu encontro casual afetou profundamente as carreiras de ambos os artistas. Astaire estava sempre à procura de novos passos de dança no Circuit e começava a demonstrar sua busca incessante por novidade e perfeição.

## Carreira

### 1917—1933: Carreira no palco na Broadway e em Londres

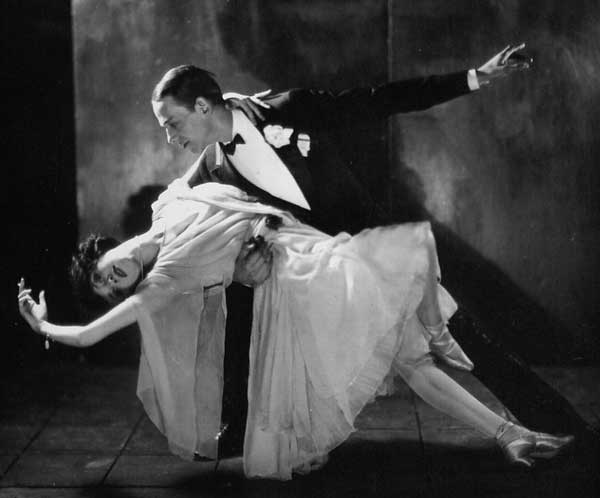
Fred e Adele Astaire em 1921.

Os Astaires estrearam na Broadway em 1917 com "Over the Top", uma sátira patriótica, e, na época, se apresentaram também para as tropas americanas e aliadas. Eles seguiram com vários outros shows. De seu trabalho em "The Passing Show of 1918", o jornalista Heywood Broun escreveu: "Em uma noite em que houve uma abundância de boa dança, Fred Astaire se destacou ... Ele e sua parceira, Adele Astaire, fizeram o show fazer uma pausa mais cedo à noite com uma bela dança de pernas soltas".
O brilho e o humor de Adele atraíram grande parte da atenção, em parte devido à preparação cuidadosa de Fred e à sua coreografia de apoio. Ela ainda definia o tom do ato deles. Mas a essa altura, a habilidade de dança de Astaire começava a ofuscar a de sua irmã.
Durante a década de 1920, Fred e Adele apareceram na Broadway e nos palcos de West End. Em shows como "The Bunch and Judy" (1922), de Jerome Kern, "Lady, Be Good" (1924), de George e Ira Gershwin, "Funny Face" (1927) e, mais tarde, em "The Band Wagon" (1931), eles ganharam aclamação popular com a plateia do teatro em ambos os lados do Atlântico. Nessa época, o sapateado de Astaire já era reconhecido como um dos melhores. Por exemplo, Robert Benchley escreveu em 1930: "Não acho que vou mergulhar a nação na guerra, afirmando que Fred é o maior dançarino de sapateado do mundo."
Após o encerramento de "Funny Face", os Astaires foram a Hollywood para um teste de tela (agora perdido) na Paramount Pictures, mas a Paramount os considerou inadequados para filmes.
Eles se separaram em 1932, quando Adele casou-se com seu primeiro marido, Lord Charles Cavendish, segundo filho de Victor, Duque de Devonshire. Fred veio a alcançar sucesso sozinho na Broadway e em Londres com "Gay Divorce" (mais tarde transformado em filme), enquanto considerava ofertas de Hollywood. O fim da parceria foi traumático para Astaire, mas estimulou-o a expandir seu alcance.
Livre das restrições irmão-irmã da antiga dupla, e trabalhando com a nova parceira, Claire Luce, Fred criou uma dança romântica para a canção "Night and Day", de Cole Porter, que fora escrita para "Gay Divorce". Luce afirmou que ela teve que encorajá-lo a tomar uma abordagem mais romântica: "Vamos lá, Fred, eu não sou sua irmã, você sabe". O sucesso da peça teatral foi creditado a este número, e quando recriado no filme "A Alegre Divorciada" (1934), a versão cinematográfica da peça, ele inaugurou uma nova era na dança filmada. Recentemente, filmagens feitas por Fred Stone de Astaire se apresentando em "Gay Divorce", com a sucessora de Luce, Dorothy Stone, em Nova Iorque, no ano de 1933, foram descobertas pela dançarina e historiadora Betsy Baytos, e agora representa a mais antiga filmagem conhecida de Astaire.

### 1933—1939: Astaire e Rogers na RKO

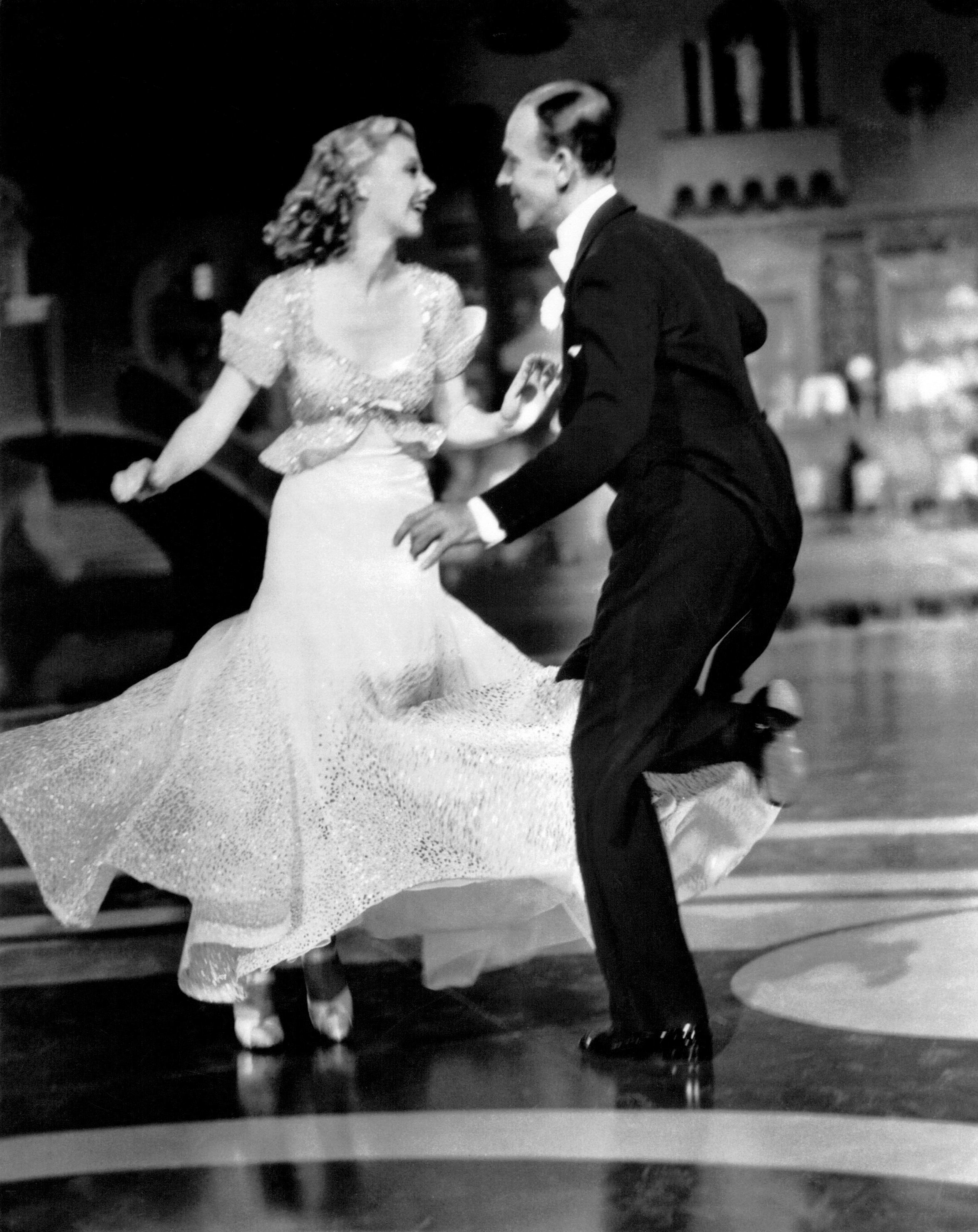
Ginger Rogers e Fred Astaire em "O Picolino" (1935).

De acordo com o folclore de Hollywood, um relatório de teste de tela sobre Astaire para a RKO Radio Pictures, agora perdido junto com o teste, dizia: "Não sabe cantar. Não sabe atuar. Ficando calvo. Sabe dançar um pouco". O produtor dos filmes Astaire-Rogers, Pandro S. Berman, alegou que nunca tinha ouvido a história nos anos 1930 e que ela só surgiu anos depois. Astaire mais tarde esclareceu, insistindo que o relatório dizia: "Não sabe atuar. Levemente calvo. Também dança". De qualquer forma, o teste foi claramente decepcionante, e David O. Selznick, que contratara Astaire para a RKO e encomendara o teste, declarou em um memorando: "Estou incerto sobre o homem, mas eu sinto, apesar de suas orelhas enormes e linha de queixo ruim, que seu charme é tão tremendo que sobressai até mesmo nesse miserável teste".
No entanto, isso não afetou os planos da RKO para Astaire. Eles o emprestaram por alguns dias para a MGM, em 1933, para a sua estreia em Hollywood, no filme musical de sucesso "Amor de Dançarina". No filme, ele apareceu como ele mesmo, dançando com Joan Crawford. Em seu retorno à RKO, ele foi o quinto nome nos créditos, logo atrás do quarto nome, Ginger Rogers, no filme de 1933 estrelado por Dolores del Río, "Voando Para o Rio". Em uma crítica, a revista Variety atribuiu o enorme sucesso do filme à presença da Astaire:
"O ponto principal de ‘Voando Para o Rio’ é a promessa do cinema, Fred Astaire ... Ele certamente é uma aposta depois dessa, porque é claramente simpático na tela, o microfone é gentil com sua voz e como dançarino ele se encontra em um nível próprio. A última observação não será novidade para a profissão, que admitiu há muito tempo que Astaire começa a dançar onde os outros param de andar".
Já tendo sido ligado à sua irmã Adele no palco, Astaire, inicialmente, estava muito relutante em se tornar parte de outra dupla de dança. Ele escreveu ao seu agente: "Eu não me importo de fazer outro filme com ela, mas quanto a essa ideia de 'dupla', está 'fora!' Acabei de terminar uma parceria e não tenho interesse em formar outra". No entanto, ele foi persuadido pelo aparente apelo público da dupla Astaire-Rogers. A parceria, e a coreografia de Astaire e Hermes Pan, ajudaram a tornar a dança um elemento importante dos filmes musicais de Hollywood.

#### Inovações
Astaire revolucionou a dança no cinema ao ter total autonomia sobre sua apresentação. Ele é creditado por duas inovações importantes nos primeiros filmes musicais. Primeiro, ele insistiu que uma câmera monotrilho filmasse de perto uma coreografia de dança no menor número de tomadas possíveis, normalmente de apenas quatro a oito cortes, mostrando os dançarinos por inteiro todo o tempo. Isso dava a ilusão de uma câmera quase estacionária filmando uma dança inteira em uma única tomada. Astaire ficou famoso pela frase: "Ou a câmera dança, ou eu danço". Astaire manteve essa política de "The Gay Divorcee", em 1934, até seu último filme musical, "O Caminho do Arco-íris", de 1968, quando o diretor Francis Ford Coppola rejeitou sua exigência.
O estilo de sequências de dança de Astaire permitiu que o espectador acompanhasse os dançarinos e a coreografia em sua totalidade. Este estilo diferia notavelmente daqueles nos musicais de Busby Berkeley. As sequências desses musicais eram preenchidas com tomadas aéreas extravagantes, dezenas de cortes de tomadas rápidas e zooms em áreas do corpo, como braços ou pernas.
A segunda inovação de Astaire envolveu o contexto da dança; ele era irredutível de que todas as coreografias de música e dança fossem parte integrante do enredo do filme. Em vez de usar a dança como um espetáculo, como Busby Berkeley fazia, Astaire usou-a para levar o enredo adiante. Tipicamente, um filme de Astaire incluía pelo menos três danças padrão. Uma era uma performance solo de Astaire, que ele chamava de seu "golpe solo". Outra era uma coreografia de dança cômica, em parceria, e finalmente, ele incluía uma coreografia de dança romântica, também em parceria.

#### Avaliação da parceria com Rogers
Os comentaristas de dança Arlene Croce, Hannah Hyam, e John Mueller consideram que Rogers foi a maior parceira de dança de Astaire, opinião esta compartilhada também por Hermes Pan e Stanley Donen. A crítica cinematográfica Pauline Kael adota uma postura mais neutra, enquanto que o crítico de cinema da revista Time, Richard Schickel, escreve: "A nostalgia em torno de Rogers-Astaire tende a alvejar outras parceiras". Mueller resume as habilidades de Rogers da seguinte forma:
"Rogers foi excepcional entre as parceiras de Astaire, não porque ela era superior às outras como dançarina, mas porque, como uma atriz habilidosa e intuitiva, ela era cautelosa o bastante para perceber que a atuação não parava quando a dança começava ... A razão de tantas mulheres fantasiarem em dançar com Fred Astaire é que Ginger Rogers dava a impressão de que dançar com ele é a experiência mais emocionante que se possa imaginar".
De acordo com Astaire, "Ginger nunca tinha dançado com um parceiro antes de "Flying Down to Rio". Ela fingiu muitíssimo. Ela não sabia sapatear e não sabia fazer isso e aquilo ... Mas Ginger tinha estilo e talento, e melhorou com o tempo. Ela ficou tão boa que depois de um tempo todo mundo que dançava comigo parecia errado". Na p. 162 de seu livro "Ginger: Salute to a Star", o escritor Dick Richards cita Astaire dizendo a Raymond Rohauer, curador da Galeria de Arte Moderna de Nova Iorque, "Ginger foi brilhantemente eficaz. Ela fez tudo funcionar para ela. Na verdade, ela tornou as coisas muito boas para nós dois, e merece a maior parte do crédito pelo nosso sucesso".
Rogers descreveu os padrões intransigentes de Astaire, estendendo-se a toda a produção: "Às vezes ele pensa em uma nova fala de diálogo ou um novo ângulo para a história ... Eles nunca sabem a que horas da noite ele vai ligar e começar a falar entusiasticamente sobre uma nova ideia ... Nada de vadiar no trabalho em um filme com Astaire, e nada de fazer pelas coxas".
Apesar de seu sucesso, Astaire não estava disposto a ter sua carreira vinculada exclusivamente a uma parceria. Ele negociou com a RKO para estrelar sozinho em "Cativa e Cativante", (1937), com uma inexperiente e não dançante Joan Fontaine, o qual não obteve sucesso. Ele voltou a fazer mais dois filmes com Rogers, "Dance Comigo" (1938) e "A História de Vernon e Irene Castle" (1939). Embora ambos os filmes tenham faturado respeitáveis rendimentos brutos, ambos perderam dinheiro por causa do aumento dos custos de produção, e Astaire deixou a RKO, depois de ser rotulado como "veneno de bilheteria" pelo Independent Film Journal. Astaire se reuniu com Rogers em 1949, na MGM, para sua apresentação final juntos, em "Ciúme, Sinal de Amor", o único de seus filmes juntos a ser filmado em technicolor.
Uma certa comoção foi causada quando perguntaram a Astaire, anos depois, quem era sua parceira de dança favorita. O palpite era que o nome de Rogers seria a resposta dada por ele, que tentou não responder à pergunta, mas depois admitiu que era Rita Hayworth. Astaire disse: "Tudo bem, eu vou te dar um nome, mas se você deixar escapar, eu vou jurar que menti. Foi Rita Hayworth".

### 1940—1947: Aposentadoria precoce
Astaire deixou a RKO em 1939 para se tornar freelancer e buscar novas oportunidades cinematográficas, com resultados mistos, embora geralmente bem-sucedidos. Durante esse período, Astaire continuou a valorizar a sugestão de colaboradores coreográficos. Ao contrário da década de 1930, quando trabalhou quase exclusivamente com Hermes Pan, ele aproveitou o talento de outros coreógrafos para inovar continuamente. Sua primeira parceira de dança pós-Ginger foi a temível Eleanor Powell, considerada a mais excepcional sapateadora de sua geração. Eles estrelaram em "Melodia da Broadway", na qual fizeram uma célebre e prolongada coreografia de dança para a canção "Begin the Beguine", de Cole Porter. Em sua autobiografia, "Steps in Time", Astaire observou: "Ela mandava ver como um homem, nada de algo rápido de menininha com Ellie. Ela realmente mandava ver no sapateado num nível que era só dela".
Ele atuou ao lado de Bing Crosby em "Duas Semanas de Prazer" (1942), e depois em "Romance Inacabado" (1946). Mas, apesar do enorme sucesso financeiro de ambos, ele teria ficado insatisfeito com papéis em que perdia a garota para Crosby. O primeiro filme é memorável por sua virtuosa dança solo para a canção "Let's Say it with Firecrackers". O último filme continha a canção "Puttin' On the Ritz", uma inovadora canção e coreografia de dança indelevelmente associada a ele. Outras parcerias durante este período incluíram Paulette Goddard, em "Amor da Minha Vida" (1940), no qual ele conduziu dançando a orquestra de Artie Shaw.

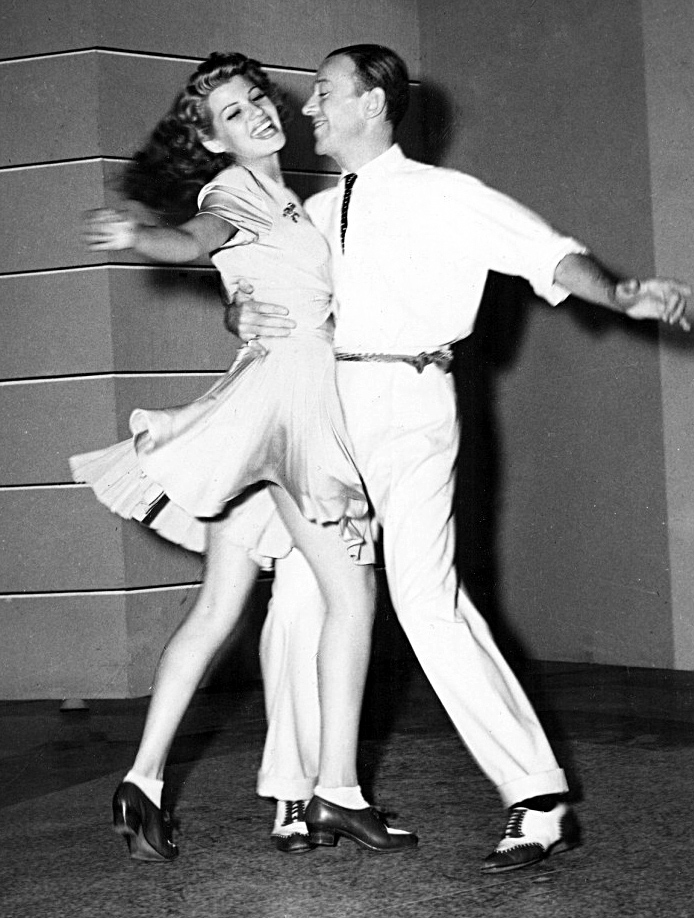
Astaire com Rita Hayworth em "Bonita Como Nunca", 1942.

Astaire fez dois filmes com Rita Hayworth. O primeiro filme, "Ao Compasso do Amor" (1941), catapultou Hayworth para o estrelato. No filme, Astaire integrou pela terceira vez passos de dança latino-americana em seu estilo (a primeira foi com Ginger Rogers no número "The Carioca", do filme "Flying Down to Rio" (1933), e o segundo, novamente com Rogers, foi a dança "Dengozo", no filme "The Story of Vernon and Irene Castle", de 1939.). Seu segundo filme com Hayworth, "Bonita Como Nunca" (1942), foi igualmente bem-sucedido. Ele continha um dueto na canção "I'm Old Fashioned", de Kern, que se tornou a peça central do tributo ao ator, feito por Jerome Robbins e apresentado pelo Balé da Cidade de Nova Iorque, em 1983. Em seguida, ele contracenou ao lado de Joan Leslie, na época com dezessete anos, no drama de guerra, "Tudo Por Ti" (1943). Nele, apresentou a canção "One For My Baby", de Arlen e Mercer, enquanto dançava em um balcão de bar, em uma coreografia sombria e problemática. Astaire coreografou esse filme sozinho e obteve um sucesso modesto nas bilheterias. Isso representou uma mudança notável para Astaire de sua habitual persona no cinema, charmoso, feliz e sortudo, e confundiu os críticos contemporâneos.
Sua próxima parceira, Lucille Bremer, participou de duas luxuosos produções, ambas dirigidas por Vincente Minnelli. O filme "Yolanda and the Thief" ("Yolanda e o Ladrão"), de 1945, apresentou um balé surrealista de vanguarda. Na comédia musical "Ziegfeld Follies" (1945), Astaire dançou a canção "The Babbit and the Bromide", de Gershwin, ao lado de Gene Kelly. A mesma música que Astaire havia apresentado com sua irmã Adele em 1927. Enquanto "Follies" foi um sucesso, "Yolanda" fracassou nas bilheterias.
Sempre inseguro e acreditando que sua carreira estava começando a declinar, Astaire surpreendeu seu público ao anunciar sua aposentadoria durante a produção do filme "Blue Skies" (1946). Ele escolheu "Puttin' On the Ritz" como sua dança de despedida. Após anunciar sua aposentadoria, Astaire concentrou-se em seu interesse em corridas de cavalos e, em 1947, fundou os Estúdios de Dança Fred Astaire, a qual ele vendeu em 1966.

### 1948—1957: Anos produtivos na MGM e segunda aposentadoria

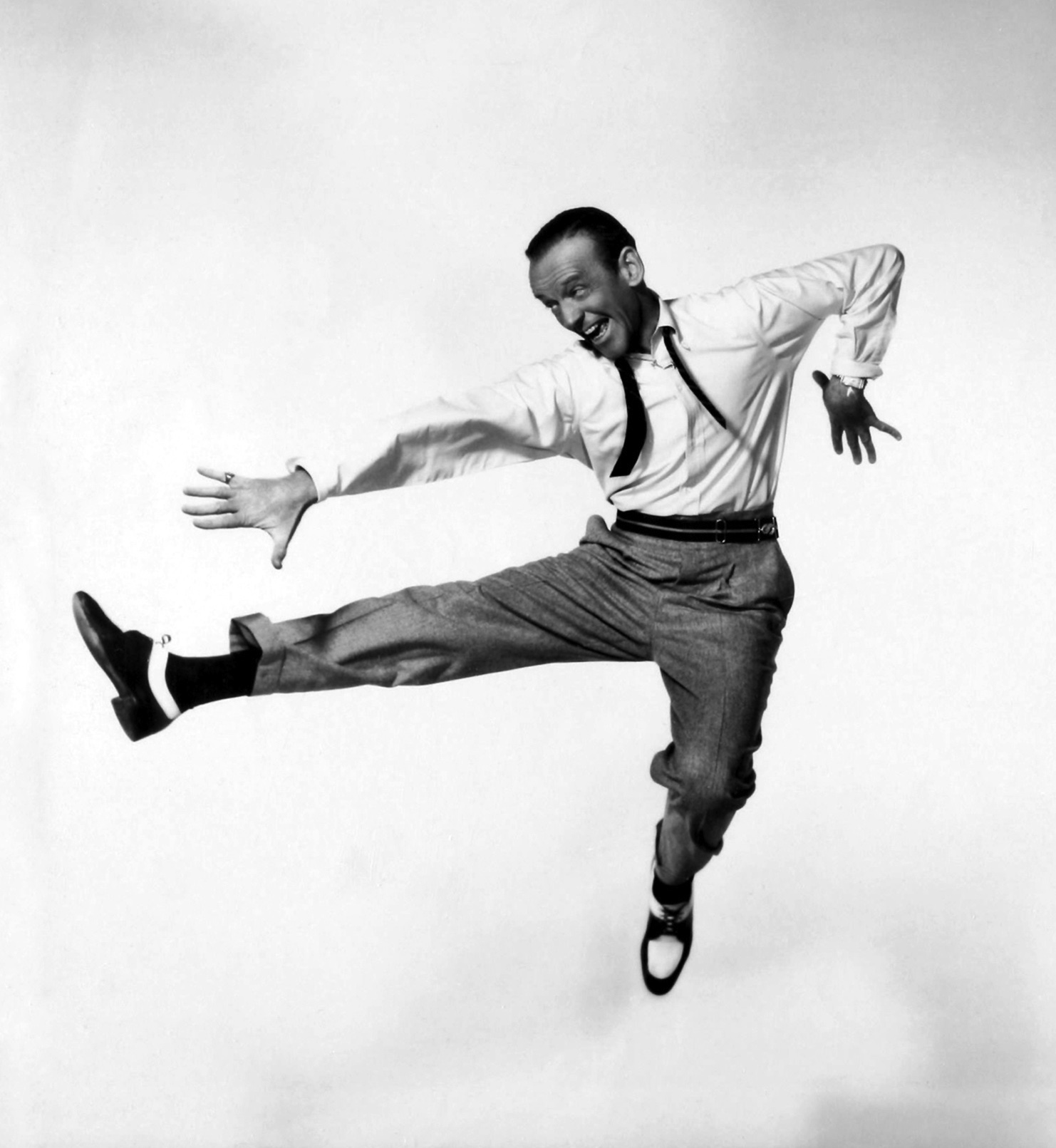
Astaire em "Papai Pernilongo" (1955).

A aposentadoria de Astaire não durou muito tempo. Ele retornou às telas para substituir um lesionado Gene Kelly em "Desfile de Páscoa" (1948), contracenando com Judy Garland, Ann Miller e Peter Lawford. Ele se juntou uma última vez com Rogers (substituindo Judy Garland) em "Ciúme, Sinal de Amor" (1949). Ambos os filmes reviveram a popularidade de Astaire, e em 1950 ele estrelou em dois musicais. "Três Palavrinhas", com Vera-Ellen e Red Skelton, para a MGM, e "Nasci Para Bailar", com Betty Hutton, emprestado para a Paramount. Enquanto "Three Little Words" foi muito bem nas bilheterias, "Let's Dance" foi uma decepção financeira. "Núpcias Reais" (1951), com Jane Powell e Peter Lawford, foi muito bem-sucedido, mas "The Belle of New York" ("Ver, Gostar e Amar"), de 1952, com Vera-Ellen, foi um desastre de crítica e bilheteria. "A Roda da Fortuna" (1953), que é considerado um dos melhores musicais já feitos, recebeu ótimas críticas e atraiu multidões. Mas devido ao seu alto custo, o filme não obteve tanto lucro em seu primeiro lançamento.
Logo após, Astaire, como as outras estrelas remanescentes na MGM, foi dispensado de seu contrato por causa do advento da televisão e da redução na produção de filmes. Em 1954, Astaire estava prestes a começar a trabalhar em um novo musical, "Papai Pernilongo" (1955), com Leslie Caron, na 20th Century Fox, mas sua esposa, Phyllis, ficou doente e morreu repentinamente de câncer de pulmão. Astaire ficou tão desolado que queria cancelar o filme e se ofereceu para pagar os custos de produção do próprio bolso. No entanto, Johnny Mercer, compositor do filme, e os executivos do estúdio da Fox o convenceram de que o trabalho seria a melhor coisa para ele. O filme se saiu moderadamente bem nas bilheterias. Seu próximo filme com a Paramount, "Cinderela em Paris" (1957), juntou-o com Audrey Hepburn e Kay Thompson. Apesar da sumptuosidade da produção e das boas críticas, o filme não conseguiu recuperar o seu custo. Da mesma forma, o próximo projeto de Astaire – seu último musical na MGM, "Meias de Seda" (1957), no qual ele co-estrelou com Cyd Charisse, também perdeu dinheiro nas bilheterias.
Por fim, Astaire anunciou que estava se aposentando da dança no cinema. Seu legado a essa altura já era de 30 filmes musicais em 25 anos.

### 1957—1981: Especiais da televisão e papéis importantes

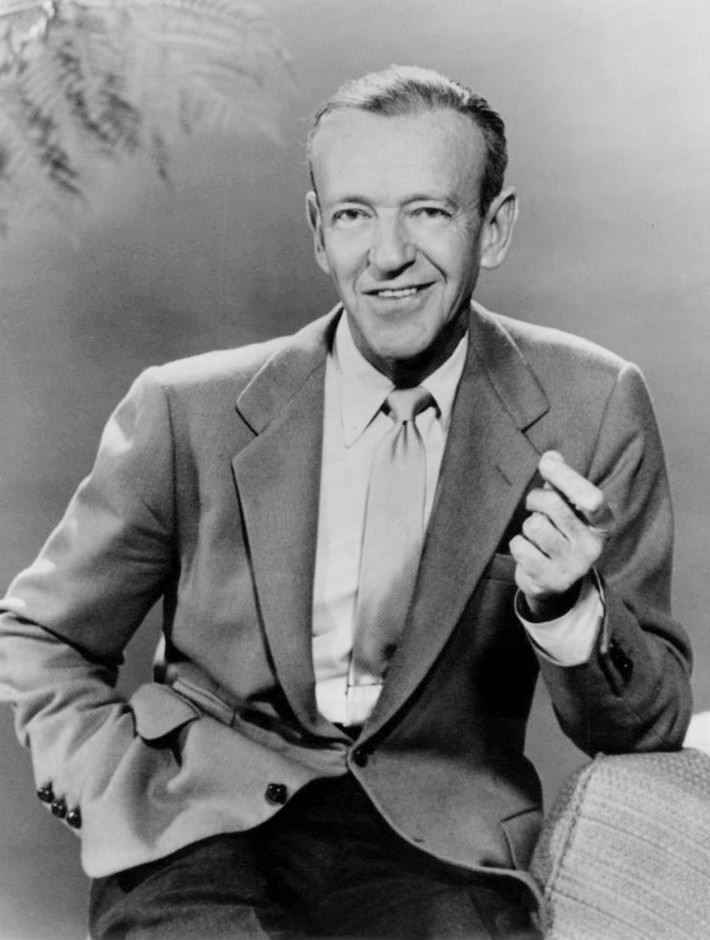
Astaire em 1962.

Astaire não se aposentou completamente da dança. Ele fez uma série de quatro especiais musicais premiados com um Prêmio Emmy para a televisão em 1958, 1959, 1960 e 1968, todos ao lado de Barrie Chase, com quem Astaire desfrutou de um período renovado de criatividade na dança. O primeiro desses programas, de 1958 "An Evening with Fred Astaire" ("Uma Noite com Fred Astaire)", ganhou nove Prêmios Emmy. Também foi notável por ser a primeira grande transmissão a ser pré-gravada em fita de vídeo colorida. Astaire ganhou o Emmy pela melhor performance solo de um ator. A escolha teve uma reação controversa porque muitos acreditavam que sua dança naquele programa não era o tipo de "atuação" para o qual o prêmio foi projetado. A certa altura, Astaire se ofereceu para devolver o prêmio, mas a Academia se recusou a aceitá-lo. Uma restauração do programa ganhou um Emmy técnico em 1988 para Ed Reitan, Don Kent e Dan Einstein. Eles restauraram a fita de vídeo original, transferindo seu conteúdo para um formato moderno e preenchendo as lacunas onde a fita havia se deteriorado com imagens de um cinescópio.
Astaire interpretou Julian Osborne, um personagem que não dança, no drama de guerra nuclear "A Hora Final" (1959). Foi indicado a um Globo de Ouro de melhor ator coadjuvante em cinema por sua performance, perdendo para Stephen Boyd, que ganhou por "Ben-Hur". Astaire apareceu em papéis não dançantes em três outros filmes e várias séries de televisão de 1957 a 1969.
O último grande filme musical de Astaire foi "O Caminho do Arco-Íris" (1968), dirigido por Francis Ford Coppola. Astaire largou sua gravata branca e fraque para interpretar um trapaceiro irlandês que acredita que se enterrar um pote de ouro nas sombras da cidade de Fort Knox, o ouro multiplicará. A parceira de dança de Astaire foi Petula Clark, que interpretou a filha cética de seu personagem. Ele se descreveu nervoso em cantar com ela, enquanto ela disse que estava preocupada em dançar com ele. O filme foi um sucesso modesto, tanto nas bilheterias quanto entre os críticos.
Astaire continuou a atuar na década de 1970.  Ele apareceu na televisão como o pai de Alexander Mundy, personagem de Robert Wagner, em "It Takes a Thief" ("O Rei dos Ladrões"), de 1969–70. No filme "Inferno na Torre" (1974), dançou com Jennifer Jones e recebeu sua única indicação ao Oscar, na categoria de melhor ator coadjuvante. Ele dublou o narrador carteiro S.D Kluger nos especiais de televisão animados de Rankin/Bass "Santa Claus Is Comin' to Town" (1970) e "The Easter Bunny Is Comin' to Town" (1977). Astaire também apareceu nos dois primeiros documentários de "Era Uma Vez em Hollywood", ainda nos anos 70. Na segunda compilação, aos setenta e seis anos, ele executou breves sequências de dança com Kelly, suas últimas apresentações de dança em um filme musical. No verão de 1975, ele gravou três álbuns em Londres, Attitude Dancing, They Can't Take These Away from Me, e A Couple of Song and Dance Men, com o último sendo um álbum de duetos com Bing Crosby. Em 1976, Astaire desempenhou um papel coadjuvante como Daniel Hughes no filme cult "Os Incríveis Dobermans", co-estrelando com Barbara Eden e James Franciscus, e interpretou o Dr. Seamus Scully no filme francês "The Purple Taxi" ("Um Táxi Cor de Malva"), de 1977.
Em 1978, ele co-estrelou com Helen Hayes no filme de televisão "A Family Upside Down" em que eles interpretaram um casal de idosos lidando com problemas de saúde. Astaire ganhou um Prêmio Emmy por sua atuação. Fez também uma aparição bem divulgada na série de televisão de ficção-científica "Galactica, Astronave de Combate", em 1979, como Chameleon, o possível pai de Starbuck, em "The Man with Nine Lives", um papel escrito para ele por Donald P. Bellisario. Astaire pediu ao seu agente que conseguisse um papel para ele em "Galactica" por causa do interesse de seus netos na série, deixando os produtores encantados com a oportunidade de criar um episódio inteiro para apresentá-lo. Este episódio marcou a última vez que ele dançou na tela, neste caso com Anne Jeffreys. Ele atuou em nove papéis diferentes em "The Man in the Santa Claus Suit", também em 1979. Seu trabalho final foi a adaptação de 1981 do romance de Peter Straub, "Ghost Story". O filme de terror também foi o último para dois de seus colegas de elenco mais proeminentes, Melvyn Douglas e Douglas Fairbanks Jr.

## Vida pessoal
Sempre impecável, ele e Cary Grant eram chamados de "os atores mais bem vestidos dos filmes americanos". Astaire permaneceu um ícone da moda masculina mesmo em seus últimos anos, evitando sua cartola, gravata branca e fraque, que ele odiava. Em vez disso, ele preferia um estilo descontraído e casual de jaquetas esportivas feitas sob medida, camisas coloridas e calças – estas últimas geralmente sustentadas pelo uso distinto de uma gravata velha ou lenço de seda no lugar de um cinto.
Astaire casou-se com Phyllis Potter, de 25 anos, em 1933 (nascida Phyllis Livingston Baker [1908–1954]), uma socialite nativa de  Boston, ex-esposa de Eliphalet Nott Potter III (1906–1981), apesar das objeções de sua mãe e irmã. A causa da morte de Phyllis foi câncer de pulmão, aos 46 anos, que encerrou 21 anos de um casamento feliz e deixou Astaire devastado. Astaire tentou desistir do filme "Papai Pernilongo" (1955), que estava em processo de filmagem, oferecendo-se para pagar os custos de produção até o momento, mas foi persuadido a ficar.
Além do filho de Phyllis Potter, Eliphalet IV (conhecido como Peter), os Astaires tiveram dois filhos. O filho dos Astaires, Fred Jr. (nascido em 1936), apareceu com seu pai no filme "Midas Run" ("O Jogo das Barras de Ouro"), de 1969, e mais tarde tornou-se um piloto e fazendeiro. A filha dos Astaires, Ava Astaire (nascida em 1942) continua envolvida na promoção do legado de seu pai.
Intensamente privado, Fred Astaire raramente era visto na cena social de Hollywood. Em vez disso, ele dedicou seu tempo livre à família e seus hobbies, que incluíam corridas de cavalos, tocar bateria, escrever músicas e jogar golfe. Ele era bom amigo de David Niven, Randolph Scott, Clark Gable e Gregory Peck. Niven o descreveu como "um pouco tímido, sempre caloroso, com uma propensão para piadas de colegial". Em 1946, seu cavalo Triplicate ganhou a Hollywood Gold Cup ("Copa de Ouro de Hollywood") e San Juan Capistrano Handicap. Permaneceu fisicamente ativo até os oitenta anos, quando começou a praticar esqueitismo no final dos seus setenta anos e foi premiado como membro vitalício da National Skateboard Society. Aos setenta e oito anos, ele quebrou o pulso esquerdo enquanto andava de skate em sua garagem. Também teve interesse em boxe e casos criminais.
Em 24 de junho de 1980, aos 81 anos, casou-se pela segunda vez. Robyn Smith era 45 anos mais nova que ele e uma jóquei que montou para Alfred Gwynne Vanderbilt Jr. (ela também namorou Vanderbilt na década de 1970), e apareceu na capa da Sports Illustrated em 31 de julho de 1972.
A vida de Astaire nunca foi retratada em algum filme. Ele sempre recusou permissão para tais retratos, dizendo: "Por mais que eles me ofereçam - e as ofertas cheguem o tempo todo - eu não vou vender". O testamento de Astaire incluía uma cláusula solicitando que tal representação jamais ocorresse; ele comentou: "Está lá porque não tenho nenhum desejo particular de ter minha vida mal interpretada, e é o que seria". Em 5 de dezembro de 2021, Tom Holland anunciou que ele estaria interpretando Astaire em uma próxima cinebiografia, que atraiu críticas devido à cláusula.

### Morte

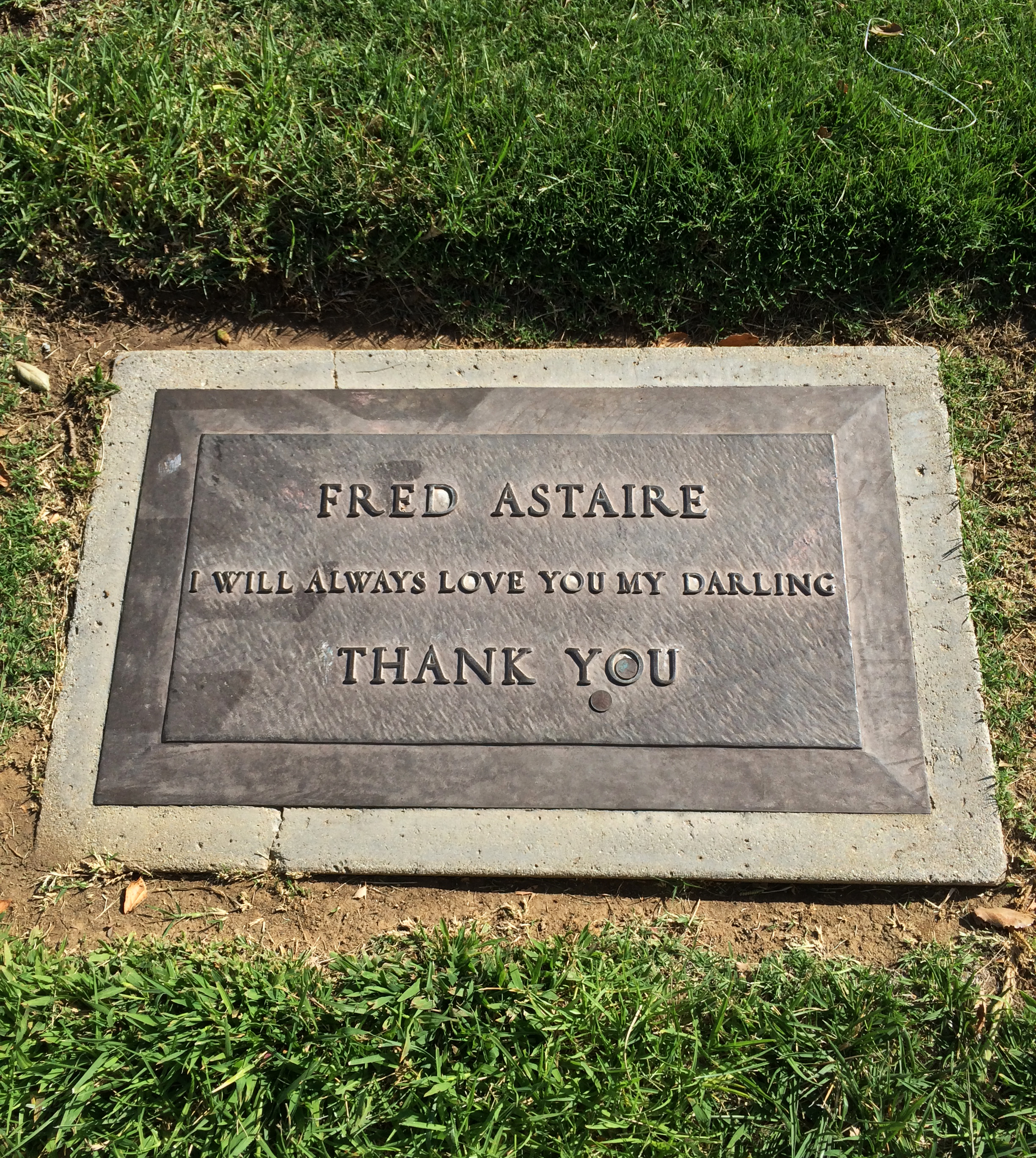
Túmulo de Fred Astaire, no Parque Memorial de Oakwood.

Astaire morreu de pneumonia em 22 de junho de 1987, aos 88 anos. Seu corpo foi sepultado no Cemitério do Parque Nacional de Oakwood em Chatsworth, Califórnia. Um de seus últimos pedidos foi agradecer aos fãs por inúmeros anos de apoio.

## Legado

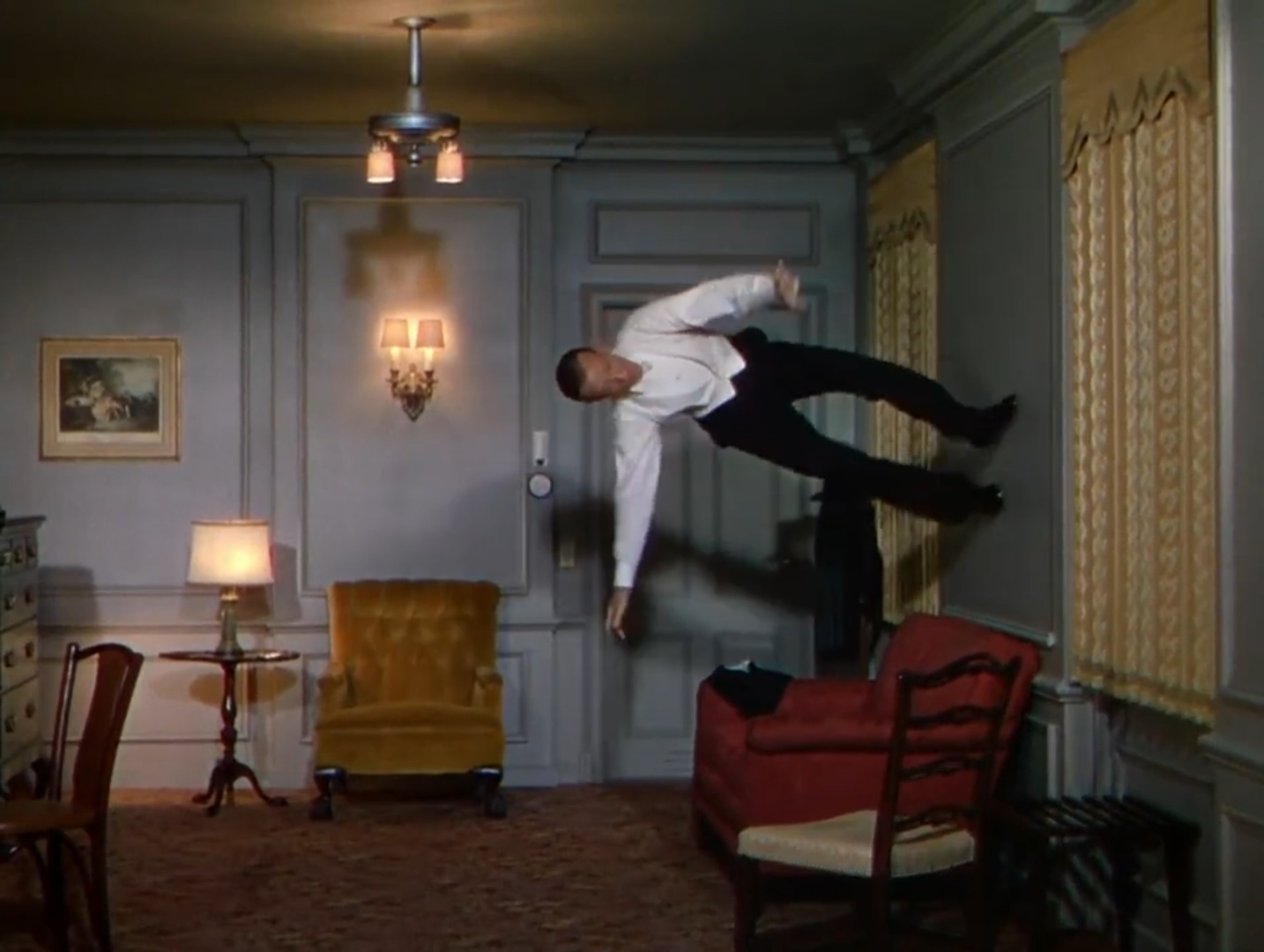
Astaire dançando nas paredes e no teto ao cantar "You're All the World", em "Núpcias Reais" (1951).

Antes de Fred Astaire estrear no cinema, os dançarinos apareciam nos filmes apenas "em partes": os pés, as cabeças e os torsos eram compostos na sala de edição. Astaire, por sua vez, exigia ser filmado de corpo inteiro. Para isso eram necessários longos ensaios - certa vez chegou a três meses com dez horas diárias de trabalho, com repetições feitas passo a passo e movimentos de câmara acompanhando a coreografia. Em seus filmes, Astaire conseguiu dar nova emoção à dança, fosse ela banal ou repleta de tragicidade. Sua interpretação enriquecia-se pelo que James Cagney chamava de "o toque do vagabundo". Sempre trajado a rigor, seu charme tornou-se lendário.
Michael Kidd, co-coreógrafo de Astaire no filme "A Roda da Fortuna", de 1953, descobriu que sua própria preocupação com a motivação emocional por trás da dança não era compartilhada por Astaire. Kidd mais tarde contou: "A técnica era importante para ele. Ele dizia: 'Vamos fazer os passos. Vamos adicionar os looks depois.'"
Embora ele se visse principalmente como um artista, sua arte ganhou a admiração de outros dançarinos do século XX, como Gene Kelly, George Balanchine, os Nicholas Brothers, Mikhail Baryshnikov, Margot Fonteyn, Bob Fosse, Gregory Hines, Rudolf Nureyev, Michael Jackson, e Bill Robinson. Balanchine o comparou com Bach, descrevendo-o como "o mais interessante, o mais inventivo, o mais elegante dançarino de nossos tempos", enquanto para Baryshnikov ele era "um gênio ... um dançarino clássico como eu nunca vi na minha vida". "Nenhum dançarino pode assistir Fred Astaire e não saber que todos nós deveríamos estar em outro negócio", ele concluiu.

## Prêmios, honras e tributos

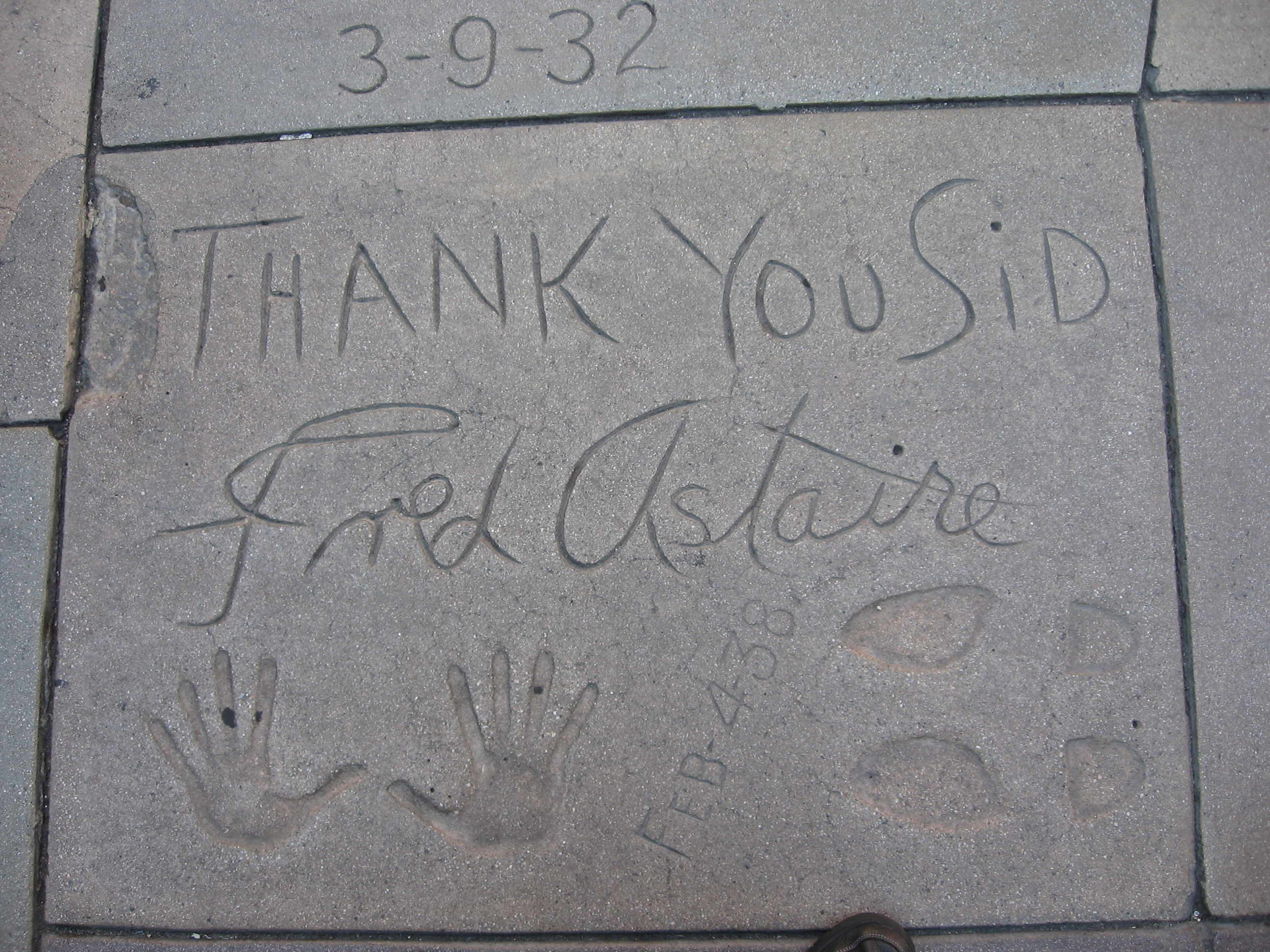
Mãos e pegadas de Astaire no Teatro Chinês de Grauman.

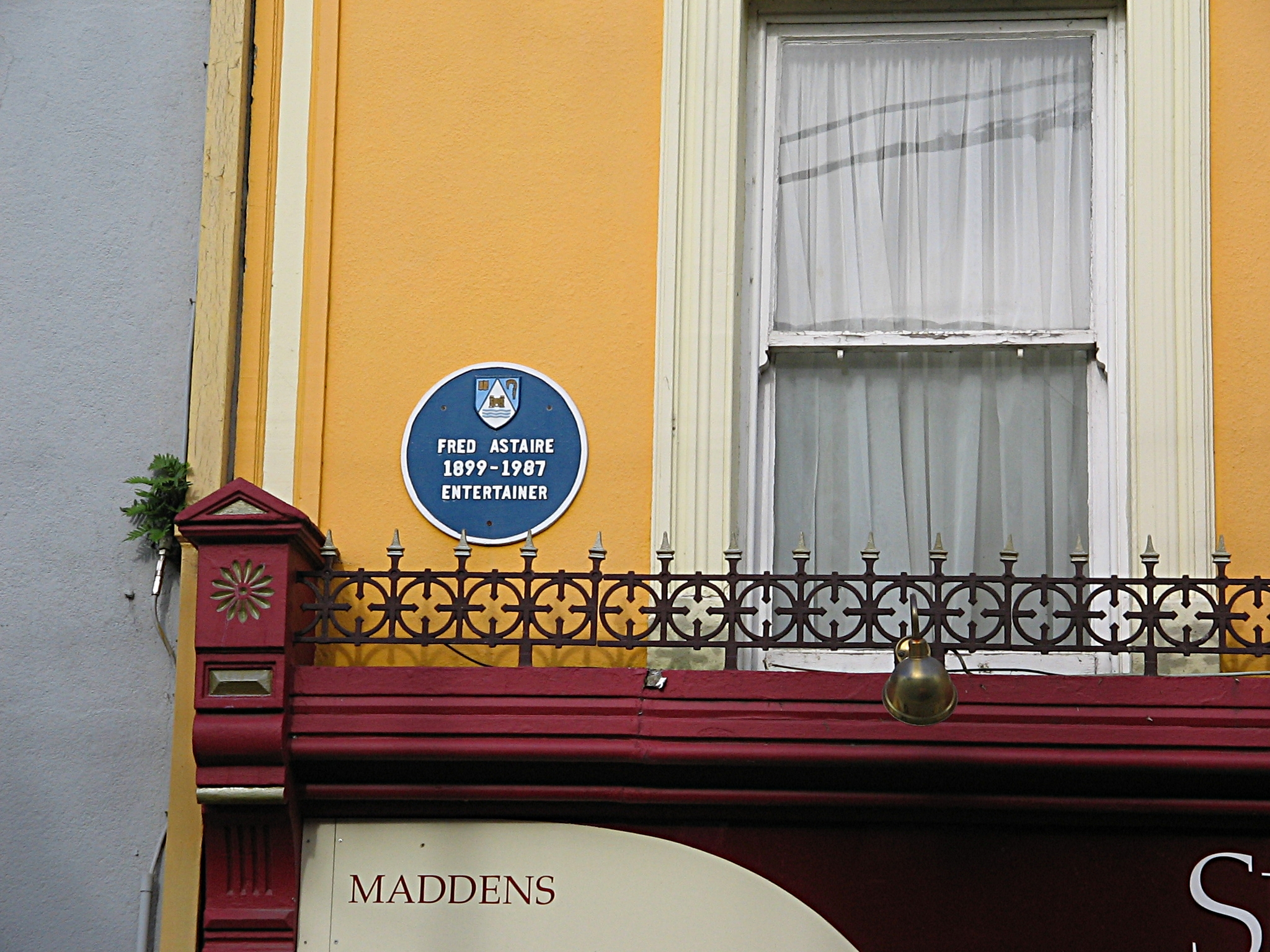
Placa homenageando Astaire em Lismore, Waterford, Irlanda.

- 1938: Convidado a colocar sua mão e pegadas no cimento, no Teatro Chinês de Grauman, Hollywood.[32]
- 1950: Ginger Rogers entregou um Oscar Honorário para Astaire, "por sua arte única e suas contribuições para a técnica de imagens musicais".
- 1950: Globo de Ouro de melhor ator em comédia ou musical por "Três Palavrinhas".
- 1958: Prêmio Emmy de "Melhor Performance Individual de um Ator", por "An Evening with Fred Astaire".
- 1959: Prêmio Dance Magazine.
- 1960: Indicado ao Emmy de "Contribuição em Vida Para Programas", por "Another Evening with Fred Astaire".
- 1960: Globo de Ouro Cecil B. DeMille por "Contribuição em Vida Para Filmes".
- 1960: Introduzido na Calçada da Fama de Hollywood com uma estrela de filmes em Hollywood Boulevard, 6756, por suas contribuições para a indústria cinematográfica.[33]
- 1961: Prêmio Emmy de "Contribuição para Programas", por "Astaire Time".
- 1961: Eleito Campeão dos Campeões - Melhor Artista de Televisão na pesquisa anual de críticos e colunistas de televisão realizada pela Television Today e Motion Picture Daily.
- 1965: O Prêmio George Eastman[34] da Casa George Eastman, por "Contribuições Extraordinárias Para o Cinema".
- 1968: Introduzido no Hall da Fama da "Lista Internacional de Melhores Vestidos".[35]
- 1968: Nomeado para um Prêmio Emmy por "Programa de Variedades Musicais" com "The Fred Astaire Show".
- 1972: Nomeado "Estrela da Comédia Musical do Século" pela Liberty: The Nostalgia Magazine.[36]
- 1972: Introduzido no Hall da Fama do Teatro Americano.[37]
- 1973: Tema de Gala da Sociedade Cinematográfica do Lincoln Center.
- 1975: indicação ao Oscar por "Inferno na Torre".
- 1975: Globo de Ouro por "Melhor Ator Coadjuvante", BAFTA e Prêmio David di Donatello por "The Towering Inferno".
- 1975: "You Gave Me the Answer", a música de Wings escrita por Paul McCartney no estilo de Astaire e dedicado a ele em concerto.[38][39]
- 1978: Prêmio Emmy por "Melhor Ator em Especial de Drama ou Comédia" por "A Family Upside Down".
- 1978: Homenageado pela Academia de Artes & Ciências Televisivas.
- 1978: Primeiro destinatário do Prêmio Kennedy.
- 1978: Prêmio de Artista Nacional da Associação do Teatro Nacional Americano por "contribuir imensamente com o American Theatre".
- 1981: O Prêmio de Contribuição em Vida pelo Instituto Americano de Cinema.
- 1982: A Fundação Contemporânea de Dança Anglo-Americana anuncia a criação do Prêmio Astaire "para homenagear Fred Astaire e sua irmã Adele, e premiar a conquista de um dançarino ou dançarinos excepcionais".
- 1987: O Capezio Dance Shoe Award (co-premiado com Rudolf Nureyev).
- 1987: Introduzido no Museu Nacional de Dança "Mr. & Mrs. Cornelius Vanderbilt Whitney Hall of Fame" em Saratoga Springs, Nova Iorque.
- 1989: Prêmio póstumo de Prêmio Grammy de Contribuição em Vida.
- 1989: Indução póstuma no "Hall da Fama de Televisão".
- 1990: Vogue, música de Madonna, menciona Astaire em suas letras.
- 1991: Indução póstuma no Hall da Fama dos Dançarinos de Salão.
- 1991: "Fred Astaire", uma música de Donna Summer em seu álbum Mistaken Identity.
- 1992: A Casa de Dança, em Praga, é nomeado originalmente de "Fred and Ginger".
- 1999: Prêmio póstumo no Hall da Fama do Grammy, pelo álbum "The Astaire Story", 1952.
- 1999: "Just Like Fred Astaire", música de James.
- 2000: Ava Astaire McKenzie revela uma placa em homenagem a seu pai, erguida pelos cidadãos de Lismore, County Waterford, Irlanda.
- 2000: "Fred Astaire", música de Lucky Boys Confusion.
- 2003: Referenciado na animação "The Triplets of Belleville", em que Astaire é comido por seus sapatos depois de um ato de dança em ritmo acelerado.
- 2004: O "Adele and Fred Astaire Ballroom" adicionado no último andar da Gottlieb Storz Mansion na cidade natal de Astaire, Omaha.[40]
- 2008: Vida e obra homenageadas em Oriel College, Oxford.[41]
- 2011, 2013: "Fred Astaire", música em português e uma versão posterior em inglês, por Clarice Falcão.
- 2012: "Fred Astaire", música e vídeo de San Cisco.
- 2018: "Fred Astaire", música de Jukebox The Ghost.
- 2019: "Movement", música de Hozier, referencia Astaire em suas letras.